# Mourad Slatni
Mourad Slatni (ur. 5 lutego 1966 w Annabie) – algierski piłkarz występujący na pozycji obrońcy.

## Kariera klubowa
W swojej karierze Slatni występował w zespołach CR Belouizdad, MC Algier, USM Annaba oraz RC Kouba. W sezonie 1998/1999 wraz z MC Algier zdobył mistrzostwo Algierii.

## Kariera reprezentacyjna
W latach 1995–1996 w reprezentacji Algierii Slatni rozegrał 12 spotkań. W 1996 roku został powołany do kadry na Puchar Narodów Afryki. Wystąpił na nim w meczach z Zambią (0:0), Sierra Leone (2:0), Burkina Faso (2:1) i RPA (1:2), a Algieria zakończyła turniej na ćwierćfinale.